# نبردناو کلاس بورودینو
نبردناو کلاس بورودینو (به انگلیسی: Borodino-class battleship) یک کلاس از کشتی است که طول آن ۳۹۷ فوت (۱۲۱٫۰ متر) می‌باشد.